# Monastère orthodoxe Sainte-Anne de Jérusalem
Le monastère Sainte-Anne est un monastère grec-orthodoxe situé dans le quartier musulman de la vieille ville de Jérusalem, sur la Via Dolorosa, près de la porte Saint-Étienne, à l'emplacement d'une maison où habitèrent, selon la tradition, sainte Anne et saint Joachim, parents de la Vierge Marie. D'autres lieux comme celui-ci, selon les archéologues et les différentes traditions, sont considérés comme probables lieux de naissance de la Vierge. Le monastère appartient au patriarcat grec de Jérusalem. Le bâtiment actuel date de 1907. Une église au premier étage porte le nom d'église de la Nativité de la Vierge.